# Juni 2002
Dit artikel geeft een chronologisch overzicht van alle belangrijke gebeurtenissen per dag in de maand juni van het jaar 2002.

## Gebeurtenissen

### 1 juni
- India heeft waarschijnlijk de beschikking over zo'n 150 kernkoppen. Het Pakistaanse arsenaal is op zijn best een derde van dit aantal. Er dreigt een conflict en de Russische president Poetin wil bemiddelen tussen Musharraf en Vajpayee.

### 4 juni
- India en Pakistan spreken bij een overleg met de Russisch president Poetin het conflict om Kasjmir vreedzaam op te lossen.

### 5 juni
- Zweden voert een wet in waardoor homoseksuele paren zowel nationaal als internationaal kinderen mogen adopteren.
- Bij een zelfmoordaanslag door de Islamitische Jihad sterven in een lijnbus 17 mensen.

### 8 juni
- Eloise van Oranje-Nassau van Amsberg, dochter van prins Constantijn en prinses Laurentien wordt geboren. Dit is het eerste kleinkind van Beatrix.
- Lennox Lewis wint van Mike Tyson in een IBF en WBC kampioenschappen boksen in Memphis.

### 11 juni
- Mohammed Zahir Shah opent het Loya jirga in Afghanistan.
- IBM maakt een ponskaart ter grootte van 10 nanometer.

### 14 juni
- Planetoïde 2002 MN, met de grootte van een voetbalveld, scheert op 128.000 km afstand langs de aarde (ongeveer een derde van de afstand aarde tot de maan). Deze planetoïde is ontdekt door het automatische zoeksysteem LINEAR en zou bij inslag het effect gehad hebben van de explosie van een kernwapen.

### 15 juni
- Het accountantsbureau Andersen, die de boeken goedkeurde van het frauderende energiebedrijf Enron, wordt door de Amerikaanse jury schuldig gevonden aan obstructie van de justitie.

### 16 juni
- De hockeysters van Hockeyclub 's-Hertogenbosch winnen de vijfde landstitel op rij in de Nederlandse hoofdklasse door HC Rotterdam met 4-1 te verslaan in het derde duel uit de finale van de play-offs.

### 19 juni
- HC Bloemendaal herovert de landstitel in de Nederlandse hockeyhoofdklasse door Amsterdam met 2-1 te verslaan in de tweede wedstrijd uit de finale van de play-offs.
- Steve Fossett begint voor de zesde maal aan zijn soloballonvlucht rond de wereld. Ditmaal slaagt hij.

### 22 juni
- Een aardbeving van 6,5 op de schaal van Richter doodt meer dan 261 mensen in West-Iran.

### 27 juni
- De Euro stijgt tot dezelfde koers als de Amerikaanse dollar.

### 28 juni
- Het ministerie van Landbouw, Natuurbeheer en Visserij meldt in een brief aan de Tweede Kamer dat een aantal varkensbedrijven in Noord-Brabant hun varkens voedsel geeft waarin het hormoon MPA is verwerkt. Hoewel de varkens geen gevaar opleveren voor de veiligheid, besluit het ministerie circa 50 000 varkens van 29 bedrijven af te maken.

### 30 juni
- Brazilië wint in Yokohama de wereldtitel door Duitsland met 2-0 te verslaan in de finale van het WK voetbal. Ronaldo scoort de twee doelpunten.
- Het Internationaal Strafhof (ICC) wordt opgericht. Dit is een permanent hof voor het vervolgen van personen die verdacht worden van genocide, misdaden tegen de menselijkheid en oorlogsmisdaden zoals deze zijn erkend in diverse internationale verdragen.

## Overleden
<< · januari · februari · maart · april · mei · juni · juli · augustus · september · oktober · november · december · >>